# Unternehmensdaten
Unternehmensdaten sind alle in einem Unternehmen anfallenden internen und externen Daten.

## Allgemeines
Alle Wirtschaftssubjekte (Unternehmen, Privathaushalte, Staat und Ausland) verfügen über Daten. Diese Daten gelangen entweder zufällig im Rahmen des Wirtschaftens oder gezielt durch Recherchen zu den Wirtschaftssubjekten. Der Datenbegriff ist hierbei sehr weit auszulegen und umfasst alle Informationen, Zahlen, Werte oder formulierte Befunde, die durch Messung oder Beobachtung gewonnen wurden. Gemeinsam haben diese Daten, dass sie auf Datenträgern (Schrift- und Printmedien, Bild- oder Tonträger) dokumentierbar sind und archiviert werden können. Die Wirtschaftssubjekte sammeln diese Daten und bereiten sie auf, um auf ihrer Grundlage Entscheidungen treffen zu können. Unternehmensdaten bilden mithin eine wichtige Entscheidungsgrundlage und dienen darüber hinaus auch für die Außendarstellung im Rahmen von Betriebsvergleichen oder der Öffentlichkeitsarbeit. Bei der Kreditwürdigkeitsprüfung durch Kreditinstitute sind diese gesetzlich gezwungen, von Kreditnehmern bestimmte Unternehmensdaten zu verlangen. Nicht zu den Unternehmensdaten im engeren Sinne gehören Marktdaten wie Marktanteile, Marktgröße oder sonstige Markttypologien, die aus dem von Unternehmen bearbeiteten Märkten stammen.

## Arten
Allgemein können Unternehmensdaten im Hinblick auf ihre Herkunft in interne und externe Unternehmensdaten eingeteilt werden. Während interne Unternehmensdaten im Unternehmen selbst entstehen oder gewonnen werden, stammen externe Unternehmensdaten aus dem Umweltzustand eines Unternehmens (Marktdaten, Kundendaten, Konsumentenverhalten, Geschäftsverbindungen, Gesetze, aber auch die Witterung).
Nach der betrieblichen Funktion stammen die Unternehmensdaten aus folgenden Bereichen:
- In der Beschaffung entstehen Daten aus dem Einkauf von Roh-, Hilfs- und Betriebsstoffen (bei Produktionsbetrieben) und Fertigerzeugnissen (im Handel).
- Produktionsdaten entstehen durch die Herstellung von materiellen und immateriellen Gütern und/oder Dienstleistungen.
- Vertriebs- oder Absatzdaten entstehen aus dem Verkauf der produzierten Güter und/oder Dienstleistungen am Markt.
- Aus der Finanzierung ergeben sich Finanzdaten durch die monetäre Versorgung und Steuerung zwischen Kapitalbeschaffung (Eigen- und Fremdfinanzierung) und Kapitalverwendung (Investition).

Die Querschnitts- oder Servicefunktionen weisen einen direkten Bezug zu den betrieblichen Grundfunktionen auf:
- Die Unternehmensleitung ist mit der Unternehmensführung betraut. Die hieraus und aus den Aufgaben der Organisation und Planung resultierenden Daten sind die bedeutendsten eines Unternehmens.
- Das Personalwesen sammelt Personaldaten aus der Beschaffung, Betreuung und Verwaltung des Personals.
- Die Verwaltung erhebt Daten aus ihrer administrativen Tätigkeit (etwa Dienstreisen).
- Die Information befasst sich mit der Informationsgewinnung und Informationsverarbeitung und bildet in ihrer funktionalen Form die zentrale Datenverwaltung eines Unternehmens.
- Die Forschung und Entwicklung sammelt Daten über neue Produkte/Dienstleistungen und über die Weiterentwicklung bestehender.
- Logistikdaten weisen den optimalen Zusammenfluss von Material-, Wert- und Informationsströmen nach.

Die elektronisch verarbeiteten Unternehmensdaten können unterteilt werden in 
- Strukturierte Daten, z. B. ERP-Daten, welche im Rahmen der operativen Geschäftstätigkeit anfallen und weiter unterteilt sind in Stammdaten und Bewegungsdaten.
- Unstrukturierte Daten wie Texte, Konzepte oder E-Mailverkehr.

Nach der Bedeutung für das Unternehmen gibt es Daten mit hoher interner Verfügbarkeit etwa im Bereich der Datensicherung oder beim Serverbetrieb. Sie bedürfen auch oft einer starken internen wie externen Geheimhaltung (Zugriffsrechte, besonders bei Kunden-, Personal- oder Kalkulationsdaten, aber auch bei Finanzdaten). Andere Unternehmensdaten besitzen lediglich eine kurzfristige oder gar keine Bedeutung für den Unternehmenserfolg (etwa Mailspam) und sollten möglichst rasch gelöscht werden, um unnötige Festplattenkosten zu vermeiden.
Je nachdem, welche Entscheidungsträger die Daten zur Entscheidungsvorbereitung benötigen, unterscheidet man zwischen dispositiven und operativen Daten. Dispositive dienen der Managemententscheidung, operative dem operativen Geschäft. Die Merkmale dispositiver und operativer Daten können wie folgt beschrieben werden:
| Merkmal      | Dispositive Daten                                      | Operative Daten                                                                                |
| ------------ | ------------------------------------------------------ | ---------------------------------------------------------------------------------------------- |
| Ziel         | Entscheidungsvorbereitung für Managemententscheidungen | Abwicklung der Geschäftsprozesse                                                               |
| Ausrichtung  | verdichtete Metadaten                                  | detaillierte, granulare Geschäftsvorfalldaten und Basisdaten                                   |
| Modellierung | Altbestände oft nicht modelliert                       | sachgebietsbezogen und standardisiert                                                          |
| Queries      | strukturiert, meist statisch im Programmcode           | Ad hoc, für ständig wechselnde komplexe Fragestellungen und vorgefertigte Standardauswertungen |

Dispositive Daten wie Marktdaten, Marktentwicklung oder Marktbeobachtung werden häufig aus operativen Daten (wie Kundendaten) gewonnen.

## Datenmanagement
Ein Datenmanagement muss in Unternehmen dafür sorgen, dass die Daten mit ihrem maximalen Nutzungspotenzial in die Geschäftsprozesse eingebracht und im laufenden Betrieb ihre optimale Nutzung gewährleisten. Aufgabe des Datenmanagements ist unter anderem die Bereitstellung von Datenbanken, die Aufrechterhaltung der Informationsqualität und die Gewährleistung der Datensicherheit. Das Datenmanagement trägt zu einer bedarfsgerechten Datenablage und -Archivierung bei. Will man die strukturierten Daten auch analytisch nutzen (Bonität von Kunden, Marktsegmentierung, Marktanalyse, Werbekampagnen), so werden sie in der Regel zweckspezifisch mit Business-Intelligence-Methoden aufbereitet und z. B. in einem Data-Warehouse vorgehalten. Unstrukturierte Daten können über eine indexierte Volltextsuche erschlossen werden.

### Datenbanken
Unternehmensdaten werden heute in Datenbanken gespeichert und für Benutzer und Anwendungsprogramme bereitgestellt. Die Daten können zu betriebswirtschaftlichen oder technischen Kennzahlen zusammengefasst werden und liefern der Unternehmensleitung wichtige Entscheidungsgrundlagen. Ein weiterer Zweck besteht in der Erstellung von Statistiken für die verschiedensten Zwecke. Großunternehmen steuern und dokumentieren alle im Unternehmen benötigten Daten, ihre Bedeutung, ihre Zusammenhänge und die zu deren Management erforderlichen Aspekte (wie Datenverantwortung, Datensicherheit, Historisierung etc.) im Rahmen der Datenarchitektur, die Teil der IT-Architektur ist.

### Datensicherheit
Die Datensicherheit soll gewährleisten, dass Unternehmensdaten unter Beachtung der Schutzziele Vertraulichkeit, Verfügbarkeit, Authentizität und Integrität dem Zugriff Unbefugter entzogen bleiben. Über den Datenschutz wacht ein Datenschutzbeauftragter, wobei besonders sensible Daten aus Unternehmensstrategie, Forschung und Entwicklung, Kundendaten oder Personaldaten im Fokus stehen. Die Datensicherheit soll vor allem verhindern, dass ein Täter Datendiebstahl durch Ausspähen von Daten begehen kann.

## Publizität
Die Veröffentlichung von Unternehmensdaten dient der Darstellung des Unternehmens gegenüber der interessierten Öffentlichkeit (Kunden, Konkurrenz, Kreditinstitute, Ratingagenturen, Gläubigern oder Finanzamt). Im Rahmen der Publizitätspflicht verlangt dabei das Bilanzrecht die Veröffentlichung eines kleinen Teils der Unternehmensdaten aus dem Rechnungswesen. Die Einengung auf bestimmte Daten aus dem Rechnungswesen zeigt, dass bei der Bilanzierung und im Jahresabschluss (Geschäftsbericht) nur ein sehr geringer Teil aller vorhandenen Unternehmensdaten an die interessierte Öffentlichkeit gelangt.

## Unternehmensdatenbanken
Externe Daten werden von etlichen privaten und öffentlichen Institutionen gesammelt, z. B. von der Creditreform oder der BaFin.